# Leuna
Leuna is een gemeente in de Duitse deelstaat Saksen-Anhalt, gelegen in de Landkreis Saalekreis. De plaats telt 13.906 inwoners.
Leuna is vooral bekend vanwege de Leuna-Werke, een enorm complex van chemische industrie met een oppervlakte van ruim 20 km². De basis daarvoor werd gelegd toen tijdens de Eerste Wereldoorlog de BASF een ammoniakfabriek bouwde bij Leuna, buiten het bereik van de geallieerde luchtmachten. Vanaf 1925 viel deze fabriek onder de IG Farben. In 1936 werd begonnen met de bouw van een installatie voor de fabricage van synthetische benzine voor de Wehrmacht. In maart 1945 werkten hier ruim 14.000 mensen, waarvan ruim 90% buitenlanders (grotendeels als dwangarbeider). De installaties werden meer dan 20 keer gebombardeerd en pas in april 1945 kwam de productie tot stilstand. Van de restanten van de installaties werd na de oorlog ongeveer de helft door de Sovjet-Unie als herstelbetaling afgevoerd. In 1954 droeg de Sovjet-Unie het eigendom over op de DDR, die het complex als VEB Leuna-Werke Walter Ulbricht verder uitbouwden. In de DDR-tijd werkten hier 30.000 mensen.

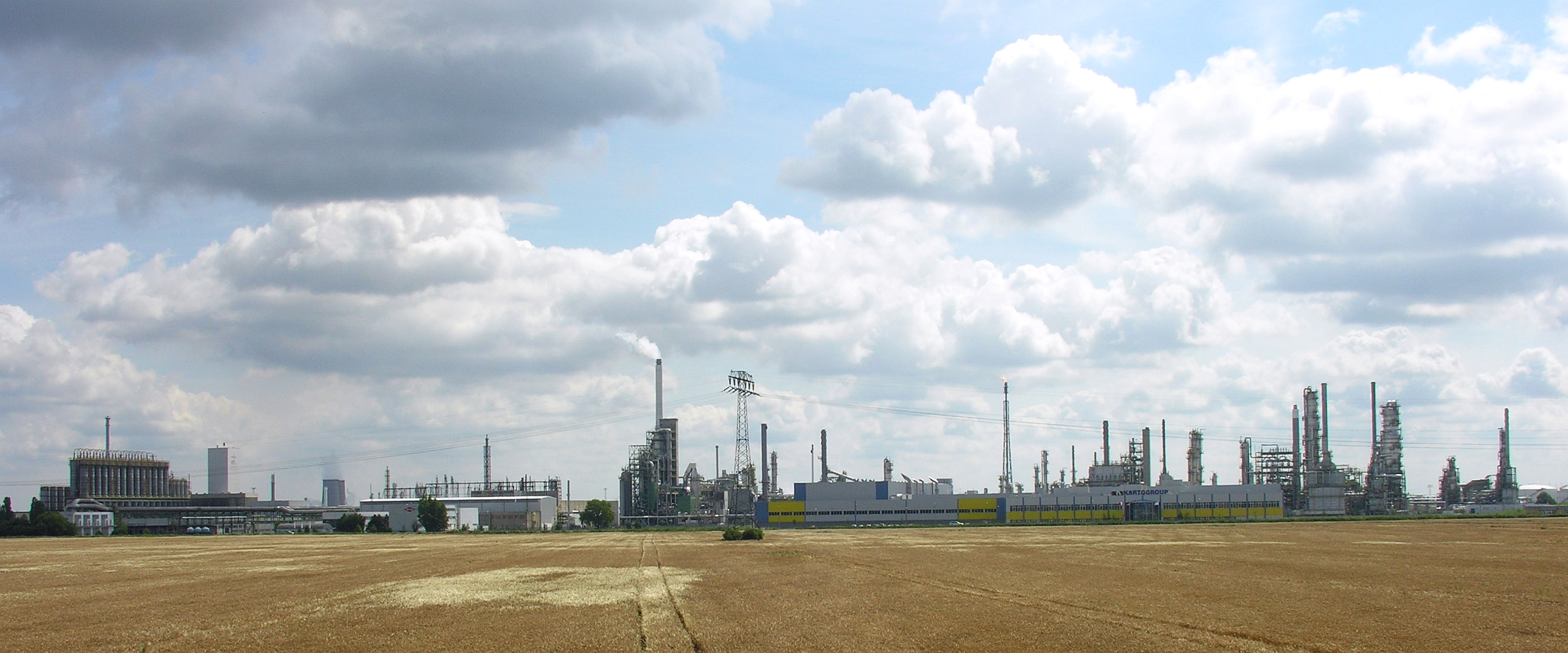
Industriegebied Leunawerke

Ook na de Duitse hereniging is Leuna een belangrijke vestigingsplaats voor de chemische industrie gebleven. De grootste investering was bijvoorbeeld een petrochemische raffinaderij van Total.

## Indeling gemeente
De gemeente bestaat uit de volgende Ortsteile:
| - Daspig - Dölkau - Friedensdorf - Göhlitzsch - Göhren - Günthersdorf - Horburg - Kötschlitz - Kötzschau - Kreypau | - Kröllwitz - Leuna - Maßlau - Möritzsch - Ockendorf - Pissen - Rampitz - Rodden - Rössen - Schladebach | - Spergau - Thalschütz - Witzschersdorf - Wölkau - Wüsteneutzsch - Zöschen - Zscherneddel - Zschöchergen - Zweimen |

## Trivia
- Leuna is ook een Nederlands borstkolf merk

Bad Dürrenberg ·
Bad Lauchstädt ·
Barnstädt ·
Braunsbedra ·
Farnstädt ·
Kabelsketal ·
Landsberg ·
Leuna ·
Merseburg ·
Mücheln (Geiseltal) ·
Nemsdorf-Göhrendorf ·
Obhausen ·
Petersberg ·
Querfurt ·
Salzatal ·
Schkopau ·
Schraplau ·
Steigra ·
Teutschenthal · 
Wettin-Löbejün